# Duguetia stelechantha
Duguetia stelechantha é uma espécie de magnólia. Foi descrito pela primeira vez por Friedrich Ludwig Diels, e recebeu o nome exato por Robert Elias Fries .  Duguetia stelechantha pertence ao gênero Duguetia, e à família Annonaceae.